# Sredinny-Höhenrücken
Der Sredinny-Höhenrücken (Срединный хребет, Sredinny Chrebet) ist eine langgestreckte Gebirgskette auf der Halbinsel Kamtschatka (Ost-Russland, Asien).
Die in der Region Kamtschatka liegende, über 1.000 km lange und nur wenig besiedelte Hochgebirgskette schließt sich südlich an das Korjakengebirge an. Sie erstreckt sich in Nord-Süd-Richtung über Kamtschatka und ragt am Itschinskaja Sopka bis zu 3.621 m hoch auf.
Dieser Berg stellt allerdings nicht die höchste Erhebung der Halbinsel dar: In ihrem östlichen Bereich – außerhalb dieses Gebirges – ragt der Vulkan Kljutschewskaja Sopka 4.750 m hoch auf.
Der Höhenrücken weist ebenfalls zahlreiche Vulkane auf, so etwa das mächtige Massiv der Alnei-Tschaschakondscha, den Anaun oder den Schichtvulkan Alngei.